# 마츠유키 치즈루
마츠유키 치즈루(茉雪 千鶴, 10월 12일 ~ )는 일본의 성우이다.

## 출연작품

### TV 애니메이션
1999년
- 선계전 봉신연의 (유년 은홍)

2000년
- 다!다!다! (시오리)

2003년
- 나루타루 (타마이 미소노)

### OVA
2003년
- 캐슬 판타지아 성마대전 (세실 포워드) : Yuki-Lin 명의

### 게임
2001년
- 텐타마 ~1st Sunny Side~ (카에)
- 엑소더스 길티 네오스 (진)

2002년
- 파랜드 심포니 (디아)
- Princess Knights (랏세)
- 멘 앳 워크!3~헌터들의 청춘~ (밀라 이덴, 밀리엄 싱클레어) : YuKi-Lin 명의

2003년
- 배리어블 지오NEO (안나 페어골드) : Yuki-Lin 명의

2004년
- 덴타마 2wins (가에)

2005년
- 파르페 ~쇼콜라 second brew~ (스기사와 에마) : Yuki-Lin 명의

2006년
- 멘 앳 워크!4~헌터들이여 영원히~ (밀라 이덴) : Yuki-Lin 명의
- BALDR BULLET "REVELLION" (레나 ブッ티리스카야) : Yuki-Lin 명의

2007년
- Xross Scramble (스기사와 에마, 레나 ブッ티리스카야) : Yuki-Lin 명의